# Marian Simion
Marian Simion (Bucarest, 14 de septiembre de 1975) es un deportista rumano que compitió en boxeo. Su hermano Dorel compitió en el mismo deporte.
Participó en tres Juegos Olímpicos de Verano, entre los años 1996 y 2004, obteniendo dos medallas, bronce en Atlanta 1996 (peso wélter) y plata en Sídney 2000 (peso semimedio).
Ganó tres medallas en el Campeonato Mundial de Boxeo Aficionado entre los años 1997 y 2001, y tres medallas en el Campeonato Europeo de Boxeo Aficionado entre los años 1996 y 2002.

## Palmarés internacional
| Juegos Olímpicos   | Juegos Olímpicos         | Juegos Olímpicos  | Juegos Olímpicos |
| Año                | Lugar                    | Medalla           | Categoría        |
| ------------------ | ------------------------ | ----------------- | ---------------- |
| 1996               | Atlanta (Estados Unidos) | Medalla de bronce | 67 kg            |
| 2000               | Sídney (Australia)       | Medalla de plata  | 71 kg            |
| Campeonato Mundial |                          |                   |                  |
| Año                | Lugar                    | Medalla           | Categoría        |
| 1997               | Budapest (Hungría)       | Medalla de bronce | 67 kg            |
| 1999               | Houston (Estados Unidos) | Medalla de oro    | 71 kg            |
| 2001               | Belfast (Reino Unido)    | Medalla de plata  | 71 kg            |
| Campeonato Europeo |                          |                   |                  |
| Año                | Lugar                    | Medalla           | Categoría        |
| 1996               | Vejle (Dinamarca)        | Medalla de plata  | 67 kg            |
| 1998               | Minsk (Bielorrusia)      | Medalla de bronce | 67 kg            |
| 2002               | Perm (Rusia)             | Medalla de bronce | 71 kg            |